# Nyctimenius varicornis
Nyctimenius varicornis är en skalbaggsart som först beskrevs av Fabricius 1801.  Nyctimenius varicornis ingår i släktet Nyctimenius och familjen långhorningar. Inga underarter finns listade i Catalogue of Life.